# The Carol Burnett Show
 (octobre 2021).
La mise en forme du texte ne suit pas les recommandations de Wikipédia : il faut le « wikifier ».
Les points d'amélioration suivants sont les cas les plus fréquents :
- Les titres sont pré-formatés par le logiciel. Ils ne sont ni en capitales, ni en gras.
- Le texte ne doit pas être écrit en capitales (les noms de famille non plus), ni en gras, ni en italique, ni en « petit »…
- Le gras n'est utilisé que pour surligner le titre de l'article dans l'introduction, une seule fois.
- L'italique est rarement utilisé : mots en langue étrangère, titres d'œuvres, noms de bateaux, etc.
- Les citations ne sont pas en italique mais en corps de texte normal. Elles sont entourées par des guillemets français : « et ».
- Les listes à puces sont à éviter, des paragraphes rédigés étant largement préférés. Les tableaux sont à réserver à la présentation de données structurées (résultats, etc.).
- Les appels de note de bas de page (petits chiffres en exposant, introduits par l'outil «  Source ») sont à placer entre la fin de phrase et le point final[comme ça].
- Les liens internes (vers d'autres articles de Wikipédia) sont à choisir avec parcimonie. Créez des liens vers des articles approfondissant le sujet. Les termes génériques sans rapport avec le sujet sont à éviter, ainsi que les répétitions de liens vers un même terme.
- Les liens externes sont à placer uniquement dans une section « Liens externes », à la fin de l'article. Ces liens sont à choisir avec parcimonie suivant les règles définies. Si un lien sert de source à l'article, son insertion dans le texte est à faire par les notes de bas de page.
- La présentation des références doit suivre les conventions bibliographiques. Il est recommandé d'utiliser les modèles {{Ouvrage}}, {{Chapitre}}, {{Article}}, {{Lien web}} et/ou {{Bibliographie}}. Le mode d'édition visuel peut mettre en forme automatiquement les références.
- Insérer une infobox (cadre d'informations à droite) n'est pas obligatoire pour parachever la mise en page.

Pour une aide détaillée, merci de consulter Aide:Wikification.
Si vous pensez que ces points ont été résolus, vous pouvez retirer ce bandeau et améliorer la mise en forme d'un autre article.
 (octobre 2021).
Si vous disposez d'ouvrages ou d'articles de référence ou si vous connaissez des sites web de qualité traitant du thème abordé ici, merci de compléter l'article en donnant les références utiles à sa vérifiabilité et en les liant à la section « Notes et références ».
The Carol Burnett Show est une émission de variétés américaine comprenant des sketchs avec Carol Burnett, Harvey Korman, Vicki Lawrence et Lyle Waggoner. Carol Burnett a été la première femme à présenter une émission de variétés. En 1975, l’invité Tim Conway, fréquemment invité, est devenu un habitué après le départ de Waggoner. En 1977, Dick Van Dyke, avait remplacé Korman, mais il a été convenu qu’il n’était pas compatible, et est finalement parti au bout de 10 épisodes.
L’émission a d’abord été diffusée sur CBS du 11 septembre 1967 au 29 mars 1978, totalisant 278 épisodes. 9 épisodes sont également sortis fin 1991.
Après la fin de l’émission originale, les épisodes de 1972 à 1977 (saison 6 à 10) ont été reconditionnés sous la forme d’épisodes d’une demi-heure connus sous le nom de Carol Burnett and Friends qui ont été diffusés de manière plus ou moins continue depuis la fin de la série originale.
En raison de ce format, les épisodes des cinq premières saisons n'ont pas été diffusés, en dehors de leur diffusion originale, jusqu'en 2019, lorsque MeTV a acquis les droits de ces premières saisons et a commencé à les diffuser. Le casting s'est périodiquement réuni pour diverses émissions spéciales ponctuelles et de courtes apparitions. Plusieurs membres du casting ont ensuite joué dans Mama's Family (1983-1990), une comédie d'une demi-heure basée sur une série de sketchs du Carol Burnett Show.

## Contexte
En 1967, Carol Burnett était une habituée de la télévision depuis 12 ans, ayant fait ses premières apparitions en 1955 dans The Paul Winchell Show et dans la sitcom Stanley avec le comédien Buddy Hackett. En 1959, elle devient un membre régulier de la série The Gary Moore Show. Après avoir quitté la série au printemps 1962, elle poursuit d’autres projets notamment des productions à Broadway et la présentation de ses propres émissions spéciales. Burnett avait signé un contrat de 10 ans qui l’obligeait à faire deux apparitions avec des invités et une émission spéciale par an. Durant les cinq premières années de ce contrat, elle avait la possibilité de “pousser plus loin", une expression utilisée par les responsables de programmation et d’être mise à l’antenne dans 30 émissions payantes de variétés différentes.
Après une discussion avec son mari Joe Hamilton, dans la dernière semaine de la cinquième année de contrat, Burnett décida d'appeler le directeur de CBS Michael Dann et d’exercer la clause. 
Dann expliquant que cette variété est un genre masculin, il proposa à Burnett une sitcom intitulée Here’s Agnes. Burnett n’était pas intéressée par une sitcom et en raison de son contrat, CBS était dans l’obligation de lui donner sa propre émission de variétés.
L'émission de variétés populaire et de longue durée qui en a résulté a non seulement fait de Burnett une superstar de la télévision, mais a également fait de ses seconds rôles des noms connus de tous. Elle a été fréquemment nommée aux Emmys pour la meilleure série de variétés et a gagné trois fois. 

## Production

### Distribution
En plus de Carol Burnett, le casting se composait de :
- Vicki Lawrence;
- Harvey Korman (saisons 1-10);
- Lyle Waggoner (saisons 1-7);
- Tim Conway (saisons 9-11; invité fréquent des saisons 1-8);
- Dick Van Dyke (première moitié de la saison 11).

L’acteur de comédie Harvey Korman a fait plusieurs apparitions dans des sitcoms. De 1963 à 1967, il a été un invité assez fréquent dans la série de variété de CBS The Danny Kaye Show. Burnett admirait déjà les talents de comédie de Korman dans cette série. Quand le programme de Kaye s’est terminé à l’été 1967, Burnett a insisté pour qu’il signe dans sa série. Korman a immédiatement rejoint The Carol Burnett Show en tant que régulier.
Après avoir auditionné sans succès pour le rôle-titre de la série ABC Batman, l’acteur Lyle Waggoner a auditionné pour le Burnett Show et a été immédiatement embauché. Il jouait souvent le rôle d’un bel homme que Burnett flattait. Son apparition dans la série ressemblait en quelque sorte à Dunwald Kirby de The Gary Moore Show, car, en plus de jouer dans des sketchs, Waggoner était aussi l’annonceur du programme. 
Vicki Lawrence, une jeune chanteuse de The Young Americans a écrit une lettre à Burnett quand elle avait 17 ans, remarquant leur ressemblance physique. Ceci l’a menée à auditionner et à être embauchée pour jouer la sœur de Burnett dans de nombreux sketchs Carol and Sis.

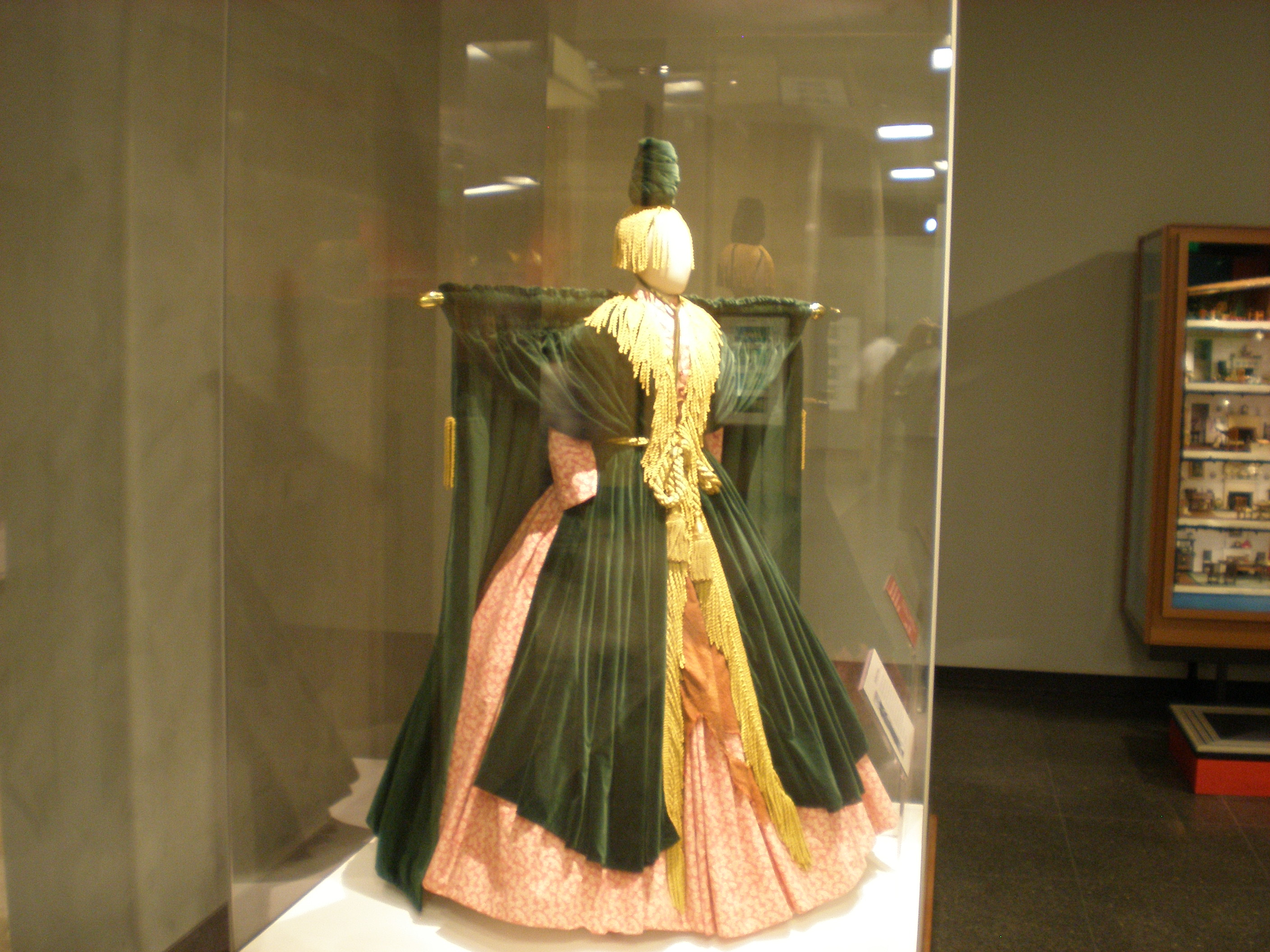
Curtain Dress utilisée dans Went witht the Wind. Exposée au Smithsonian Institution's National Museum of American History in Washington, DC

### Costumes
Bob Mackie a créé tous les costumes, y compris les robes de soirée, les costumes des personnages, les tenues de danse des invités pendant le show, ce qui inclut également l’iconique robe rideau de Went with the Wind!, qui est maintenant exposée à la Smithsonian Institution. Burnett lui a attribué le mérite d’avoir trouvé des touches comiques pour différents personnages, comme la jupe serrée aux jambes de Mrs Wiggins, la secrétaire de Mr. Tudball. Elle a dit à Mackie que la jupe était trop large dans le dos pour son physique, mais il lui a répondu de faire ressortir son postérieur pour la remplir, ce qui donna au personnage sa posture et sa façon de marcher distinctives. Dans une interview de 2003 avec Terry Gross, elle a dit que Mackie mettait du riz dans les sous-vêtements de la « Older Woman », où du coton aurait été utilisé, pour faire en sorte que la poitrine tombante ait du poids et du mouvement quand le personnage marchait ou dansait, comme lorsque Burnett jouait Norma Desmond ou la mère de Charo. Burnett a estimé que Mackie avait créé 17 000 tenues pour l’émission, et que son travail sur les costumes a ajouté une touche d’humour à certains sketchs qui en manquaient.

### Invités
Jim Nabors était l’invité vedette de chaque saison de l’émission. Burnett considérait Nabors comme étant son porte-bonheur annuel.
De plus, plusieurs acteurs notables figuraient dans les sketchs dans des rôles vedettes, en particulier dans les premières saisons, comme William Schallert, Isabel Sanford, Vivian Bonnell, Brad Trumbull, Bob Duggan, Dick Patterson, Inga Neilsen, et Reta Shaw.

### Ouverture
L’un des passages préférés de l’émission était une série de questions-réponses non répétée avec le public du Studio 33 de CBS (aujourd’hui le Studio Bob Barker) qui durait entre trois et quatre minutes au début de la plupart des émissions. Burnett a déclaré qu’elle avait emprunté le concept à Gary Moore, qui faisait la même chose dans son spectacle de variétés mais, qui ne l’avait jamais enregistré. Burnett demandait que les lumières soient allumées (« Let’s Bump up the lights ») et, choisissait ensuite au hasard un membre de l’audience qui levait la main. Burnett improvisait souvent des réponses amusantes mais, parfois, elle finissait comme le faire-valoir. Par exemple :
Jeune femme : « Avez-vous déjà pris des cours de théâtre ? »
Carol : « Oui, j’en ai pris. »
Jeune femme : « Pensez-vous que cela vous a été utile ? »

### Répétitions et improvisations
L’émission était répétée tous les jours jusqu’aux deux enregistrements du vendredi. Des pancartes de couleurs différentes (noires, bleues, vertes et rouges) étaient utilisées pour chaque acteur. Le second enregistrement était assez habituel jusqu’à ce que Tim Conway arrive comme invité vedette. En tant qu’invité vedette récurrent au début de l’émission, puis en tant que membre du casting, Conway insérait des répliques qui n’avaient pas été répétées dans les sketchs qui furent connues par le personnel sous le nom de «Conway's Capers» (L’humour de Conway). Conway jouait le premier enregistrement normalement, mais, si le sketch avait bien été joué lors du premier enregistrement et pouvait être utilisé, il improvisait des scénarios farfelus lors du second. Parmi les plus célèbres, on pouvait y voir Conway jouant un interrogateur nazi réprimandant un captif américain (Lyle Waggoner). En utilisant une poupée de Hitler et un crayon comme un « club », Conway chantait trois couplets de I’ve Been Working on the Railroad, tandis que Waggoner essayait en vain de l’ignorer. Certains, comme la poupée d’Hitler, ont été diffusés, d’autres, comme l’histoire fantaisiste d’éléphants siamois joints au niveau de la trompe (improvisé en 1977 dans le sketch Mama’s Family, étaient édités, la version non-censurée apparaissant seulement des années plus tard dans des épisodes spéciaux de CBS. La victime préférée de Conway était Harvey Korman, qui sortait souvent de son rôle en réagissant à la loufoquerie de Conway, comme par exemple lorsque Conway jouait un dentiste utilisant mal la novocaïne ou encore le rôle récurrent de The Oldest Man - un homme âgé, lent et sénile qui roulait lentement en bas des escaliers et était la proie de divers incidents mécaniques (y compris une chaise roulante électrique et un étendoir électrique).

### Fin
L’émission est aussi devenue célèbre pour sa musique de fin, écrite par le mari de Burnett, Joe Hamilton, avec ces paroles :
| I'm so glad we had this time together Just to have a laugh or sing a song Seems we just get started and before you know it Comes the time we have to say, "So long." | « Je suis heureux que l’on ait passé ce moment ensemble Juste pour rire ou chanter une chanson Quand il semble que nous venons de commencer et avant que nous le sachions Arrive le moment où nous devons dire, « Au revoir ». » |

À la fin de chaque épisode, Burnett tirait sur son oreille. Ce message silencieux était adressé à sa grand-mère, qui l’avait élevée, et signifiait qu’elle pensait à elle. Après la mort de sa grand-mère, Burnett a perpétué cette tradition.

## Diffusion
Le 11 Septembre 1967, quand The Carol Burnett Show a fait ses débuts sur CBS-TV, son horaire de diffusion était prévu le lundi à 22h. Le programme avait pour concurrence les séries Les Espions et La Grande Vallée de la chaîne ABC. À la fin de la première saison et tout au long du printemps 1971, l’émission s’est continuellement placée parmi le top 30 des programmes (lors de la session 1969-1970, elle a réalisé son meilleur classement de tous les temps, se plaçant 13ème). À la fin de la saison 5, CBS a déplacé l’émission les mercredis à 20h, son principal adversaire devenant Auto-patrouille, diffusé sur NBC et les sitcoms d’ABC Ma sorcière bien-aimée et The Courtship of Eddie's Father. En dépit de ce changement d’horaire, The Carol Burnett Show s’est très bien maintenu au niveau des audiences jusqu’à ce qu’elles chutent à la fin de 1972. En décembre 1972, la date de diffusion fut encore déplacée par CBS au samedi à 22h. C’est sur cette plage horaire et pendant les quatre années à venir que le programme connaîtra non seulement de fortes audiences, mais fera aussi partie d’une lignée importante d’émissions diffusées à heure de grande écoute : All in the Family, MASH, The Mary Tyler Moore Show et The Bob Newhart Show.

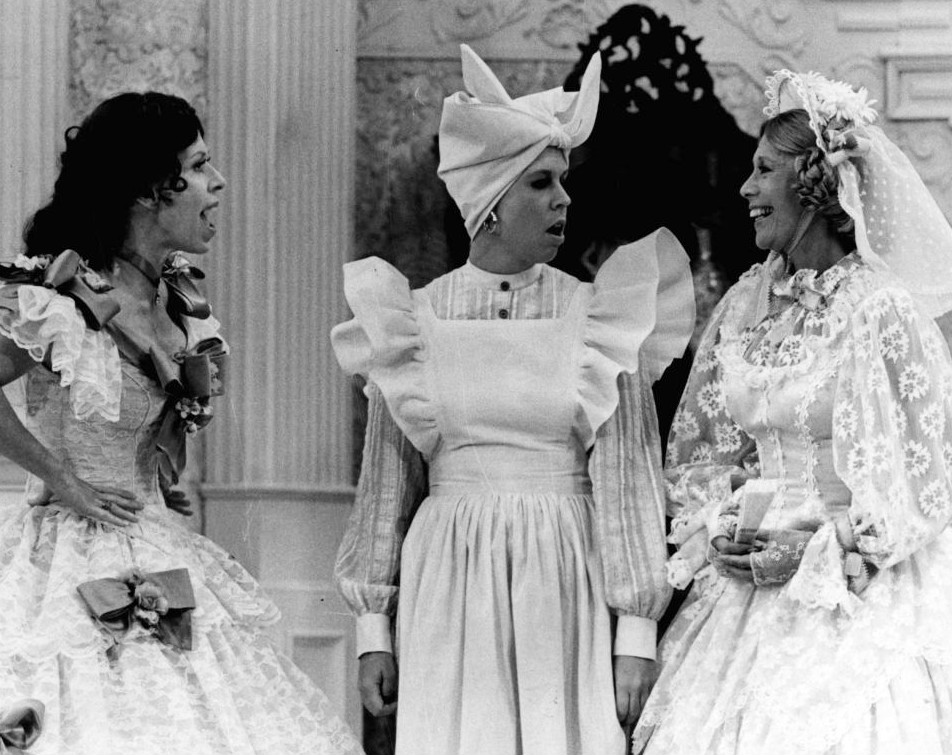
Carol Burnett Vicki Lawrence Dinah Shore Carol Burnett Show 1977

Durant la saison se déroulant de 1973 à 1974, les sketchs familiaux (Family) avec Burnett incarnant Eunice, Korman en tant que son mari Ed et Lawrence en mère d’Eunice sont apparus. Les segments Carol and Sis ont, quant à eux, été progressivement éliminés. À la fin de la septième saison, alors qu’il était présent depuis le début, Lyle Waggoner quitta la série afin de se concentrer sur d’autres projets. Le poste d’acteur secondaire régulier fut alors confié à Don Crichton, danseur masculin principal de l’émission. Certaines des tâches de Waggoner lui furent aussi confiées. Lors de la neuvième saison, grâce à ses nombreuses et populaires apparitions en tant qu’invité, Tim Conway est passé à temps plein, rejoignant Korman et Lawrence. En novembre 1976, lors de sa dixième année, The Carol Burnett Show réalisa Went with the Wind, une parodie du film de 1939 Autant en emporte le vent, qui venait de connaître sa première diffusion télévisée sur NBC. Ce sketch deviendra l’un des plus connus et visionnés de l’émission. Après la fin de la saison s’étalant de 1976 à 1977, Harvey Korman prit la décision de quitter la série lui aussi, après 10 ans passés auprès de Burnett et la victoire de nombreux Emmy Awards. ABC lui offrit l’opportunité d’avoir sa propre série. Les audiences du Carol Burnett Show commencèrent à chuter. La série termina sa dixième saison à la 44ème place du classement, comparé à l’année précédente où elle avait fini à la 29ème place sur l’échelle de Nielsen. Néanmoins, CBS renouvela le programme pour une onzième saison. 
Dick Van Dyke, alors qu’il venait tout juste de finir sa courte série récompensée Van Dyke & Company, fut choisi pour remplacer Korman. Cependant, l’addition de ce nouveau membre au casting n’aida pas pour autant les audiences. Une nouvelle série concurrente émergea sur ABC : La croisière s'amuse. Après seulement trois mois passés au sein de l’émission, Dick Van Dyke partit et CBS, essayant vainement de sauver The Carol Burnett Show, déplaça sa date de diffusion aux dimanches à 22h, à partir de décembre 1977. Les invités Steve Lawrence et Ken Berry prirent la relève de Van Dyke et Korman. Les audiences sont considérablement remontées. 
CBS voulait renouveler une nouvelle fois le programme mais Burnett en avait assez de la contrainte qu’imposait un rythme hebdomadaire. Elle voulait s’essayer à d’autres genres que celui de la comédie, en dépit de son grand succès dans celui-ci. Les changements dans le casting et les audiences médiocres poussèrent Burnett à penser que le monde de la télévision était en phase de transition et que son émission n’y avait plus sa place. Burnett décida alors d’arrêter l’émission elle-même plutôt que de la voir annulée plus tard. Ainsi, le 29 mars 1978, l’épisode spécial A Special Evening with Carol Burnett (une soirée spéciale avec Carol Burnett) clôtura la série après 11 ans, sa dernière saison terminant 66ème. Des rediffusions furent mises en place à partir de l’été 1978. 

## Récompenses
Le Carol Burnett Show a reçu de nombreuses récompenses dont 25 Emmy Awards sur 70 nominations et 9 Golden Globes pour 29 nominations. De plus, en 2019, un prix d’honneur des Golden Globes a été intitulé en son honneur, le Carol Burnett Award qui récompense l’excellence à la télévision.
En 2013, TV Guide a classé The Carol Burnett Show à la 17e place de sa liste des 60 plus grandes émissions de tous les temps, et en 2007, il a été inclus dans la liste des 100 meilleures émissions de télévision de tous les temps. 

## Personnages et sketchs

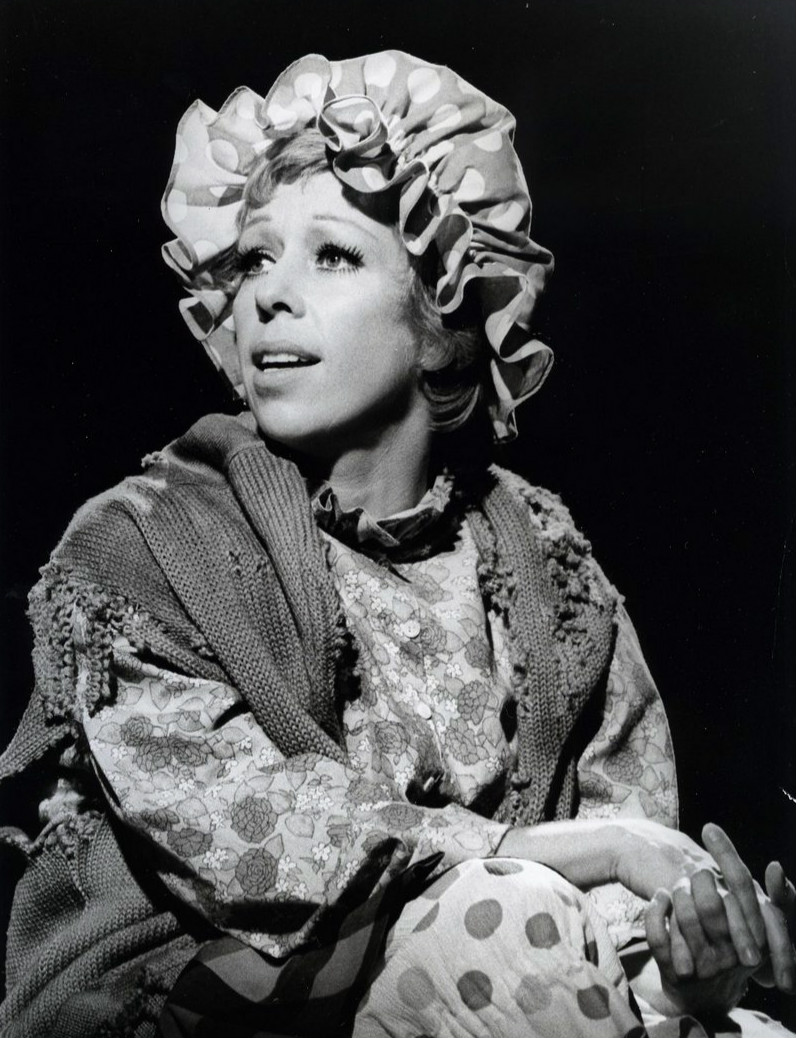
Carol Burnett dans le rôle de la Charwoman

Alice Portnoy - Burnett est une petite fille, membre de Fireside Girls of America, une sorte d’organisation de scouts féminine, qui essaie toujours de faire du chantage aux adultes pour qu’ils fassent un don à sa troupe. Lawrence a joué sa sœur Cecily.
As the Stomach Turns (Quand l’estomac se retourne) - Parodie de feuilleton télévisé ayant lieu dans la ville fictive de Canoga Falls avec Burnett dans le rôle principal, Marian Clayton. Parmi les autres résidents récurrents de Canoga Falls, Conway jouait différentes variations de the « Oldest Man » (« Le Plus Vieil Homme »); Korman, Mother Marcus (Mère Marcus); et Lawrence, la fille de Marion qui rentrait toujours à la maison avec un bébé.
Carol and Sis (Carol et sa sœur) - Burnett dans le rôle de Carol; Lawrence, dans celui de sa sœur Chris; et Korman, dans celui de son mari. Le sketch était basé sur la vie de Burnett à New-York élevant les enfants de sa sœur avec son premier mari. À l’origine, Lawrence avait été engagé pour ce sketch uniquement.
Charwoman (la bonne) - Le personnage emblématique de Burnett, une femme de ménage sans nom, la plupart du temps dans un numéro musical, dont l’image animée a été utilisée dans le générique de début et de fin de Carol Burnett and Friends.
The Family (la famille) - Burnett et Korman en tant que Eunice et Ed Higgins, un couple marié, avec Lawrence imitant « Mama » Thelma Harper, la mère particulièrement difficile d’Eunice dans la ville du sud Raytown. Dans le prologue du sketch original, le frère d’Eunice, Phillip était joué par Roddy McDowall, visitant sa famille. Plus tard, d’autres enfants de Mama furent introduits, parmi eux, Betty White dans le rôle d’Ellen, Alan Alda, dans celui de Larry et Tommy Smothers dans celui de Jack. De plus, Conway jouait Mickey Hart, l’associé d’Ed. Dans la saison onze, après le départ de Korman, Dick van Dyke a été introduit comme Dan Fogarty, un vieil ami d’Ed.
Nora Desmond - Burnett en tant qu’actrice passée de mode de film muet, et Korman, son majordome chauve et dévoué dans la parodie du film de 1950 Sunset Boulevard.
The Oldest Man (Le Plus Vieil Homme) - Conway en tant que Duane Toddleberry, un homme vieux et aux mouvements lents, habituellement dans diverses situations mettant en scène Korman agacé par sa lenteur.
V.I.P. - Korman en tant que F. Lee Carman, qui interroge des « célébrités » connues, parodiées par Burnett comme par exemples Julia Wild (Julia Child), Shirley Dimple (Shirley Temple) et Mae East (Mae West), ainsi que d’autres invités comme un nudiste.
Movie Parodies (Parodies de Film) - Parodies de films populaires, dont le plus connu :Went with the Wind! ; d’autres incluaient Jowls, Mildred Fierce, The Lavender Pimpernel, Natural Velvet… L’émission a également parodié des comédie musicale telles que Hold Me, Hamlet qui est une adaptation de Kiss Me, Kate de Cole Porter ou The Wiz qui est adapté de Cinderella Gets it On.
Mrs Wiggins - Conway dans le rôle de Mr.Tudball, un homme d'affaires qui parle avec un faux accent roumain, supportant sa secrétaire sans cervelle, Mrs Wiggins joué par Burnett.
The Queen (La Reine) - Burnett en tant que monarque calquée sur Elizabeth II, Harvey Korman jouant son consort et Tim Conway, Private Arthur Newberry.
Went with the Wind - La parodie de film la plus connue, issue du célèbre Autant en emporte le vent, Gone with the Wind en version originale, dans laquelle Starlet O’Hara (Carol Burnett) porte la fameuse robe rideau créée par Mackie. Cette parodie démystifie ce mythe de la littérature et du cinéma américain.

## Après la série

### Suites et reprises
Fin 1977, alors que la série était toujours diffusée à heure de grande écoute, les sketchs humoristiques furent réédités sous la forme de programmes indépendants. Ce contenu connut un grand succès pendant plusieurs années lors des rediffusions (sous le nom Carol Burnett and Friends, un programme d’une demi-heure reprenant du contenu diffusé entre 1972 et 1977). 
Au printemps 1979, un an après la fin de The Carol Burnett Show, Burnett et son mari Joe Hamilton dînèrent au restaurant avec des amis, dont Tim Conway. Lors de cette réunion, Burnett, mélancolique, repensa à l’émission et fit des suggestions de sketchs à Conway qu’elle aurait aimé recréer si la série était toujours diffusée. Hamilton suggéra à Burnett qu’elle lance une émission estivale. Cette idée plaisant, Burnett et Hamilton promurent l’idée d’un programme diffusé sur quatre semaines à l’été 1979 auprès de CBS. CBS, cependant, avait déjà un emploi du temps chargé et rejeta l’idée. Toutefois, ABC, étant eux intéressés, produisit quatre épisodes. L’émission appelée Carol Burnett & Company fit ses débuts télévisés le samedi 18 août 1979. Elle contenait plusieurs sketchs adulés dont Mr Tudball and Mrs Wiggins, The Family, As the Stomach Turns et une imitation de la Reine Elizabeth II par Burnett. Son format ressemblait très fortement à celui de The Carol Burnett Show à deux exceptions près. En raison de l’absence d’Harvey Korman (qui, ironiquement était sous contrat avec ABC depuis son départ de The Carol Burnett Show), les acteurs comiques Kenneth Mars et Craig Richard Nelson furent ajoutés en tant qu’acteurs de second rôle, rejoignant Lawrence et Conway. Ernie Flatt, qui avait été chorégraphe pour Burnett pendant 11 ans, fut remplacé par Don Crichton. Chronologiquement, les invités apparus dans ce programme furent Cheryl Ladd, Alan Arkin, Penny Marshall et Sally Field. Les critiques de la série furent positives, plusieurs critiques célébrant chaleureusement le retour de Burnett à la télévision et au rythme hebdomadaire, même si ce n’était que pour un temps limité. Les audiences étaient aussi plutôt bonnes. L’idée d’en faire un événement annuel estival fut envisagée mais cela n’aboutit jamais à rien.
En 1980, Joe Hamilton produisit The Tim Conway Show, une émission de variétés similaire à celle de Burnett. Conway en était le présentateur et la plupart de l’équipe de Carol Burnett & Company le rejoignit. Harvey Korman serait de la partie lui aussi quelque temps plus tard jusqu’à la fin du programme en 1981.

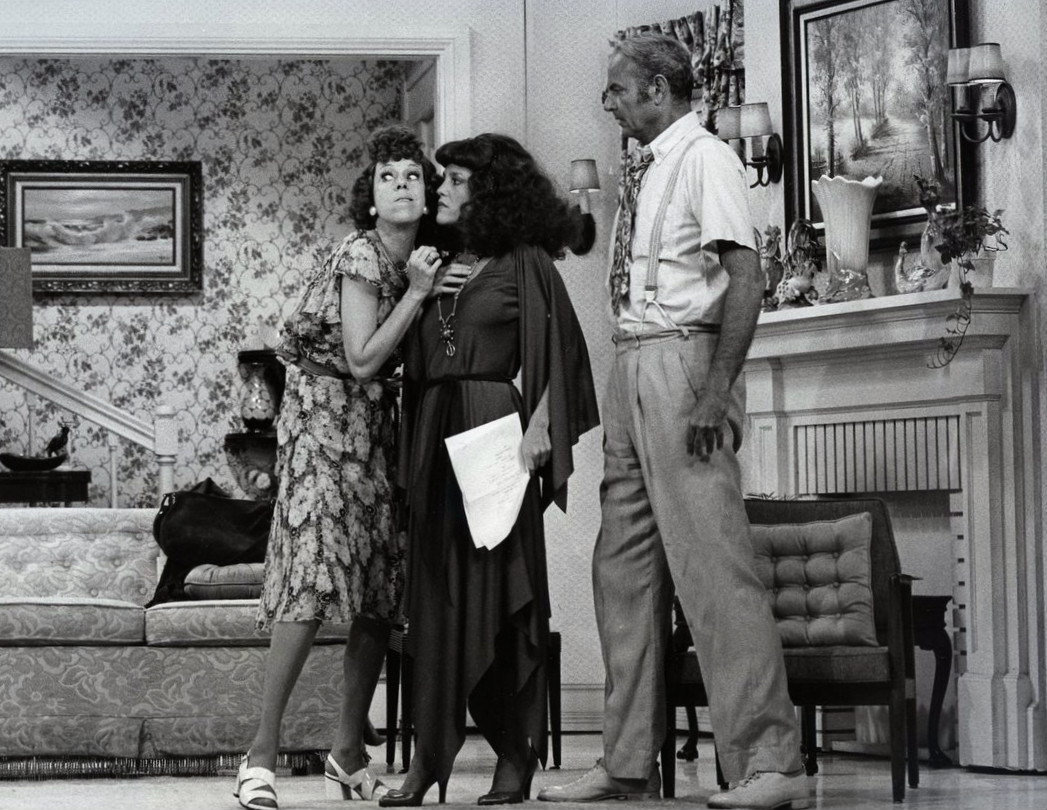
The Family

Les sketchs réunis sous le nom Family ont mené à la réalisation d’un téléfilm en 1982 pour CBS appelé Eunice avec comme acteurs Burnett, Korman, Lawrence, Betty White et Ken Barry. Le programme fut un tel succès qu’une série dérivée appelée Mama’s Family fut diffusée entre 1983 et 1990. Vicki Lawrence et Ken Berry en tenaient les rôles titres. Burnett et Korman y apparaissaient parfois en tant qu’Eunice et Ed Higgins. Les interventions de Burnett étaient cependant limitées en raison de son divorce d’avec Joe Hamilton. Durant la première année et demie de l’émission, Korman est également apparu en tant qu’Alastair Quince, le narrateur, faisant l’introduction de chaque épisode (une parodie d’Alistair Cooke présentant Masterpiece Theatre). Il dirigea 31 épisodes au total.
En mars 1990, NBC diffusa pour la première fois une série comique d’une demi-heure appelée Carol & Company. Les audiences, assez bonnes, permirent la réalisation d’une seconde saison. Les acteurs récurrents étaient Peter Krause, Jeremy Piven, Terry Kiser, Meagen Fay, Anita Barone et Richard Kind. Les invités Betty White et Burt Reynolds y sont aussi apparus. Le programme prit fin en juillet 1991.
De nouveaux épisodes de The Carol Burnett Show furent diffusés à la fin de l’année 1991 sur CBS. Parmi les nouveaux acteurs récurrents se trouvaient Meagen Fay et Richard Kind (venus de l’émission de NBC), Chris Barnes, Roger Kabler et Jessica Lundy. Cependant les temps avaient changé et l’humour de Burnett était considéré comme très sage comparé aux autres émissions comiques populaires des années 90. La série n’a pas réussi à captiver l’attention du public et seuls six épisodes furent diffusés. 
En 1996, des rediffusions de certains passages de Carol Burnett and Friends passèrent sur The Family Channel. Ceci fut aussi le cas de 2004 à 2005 sur TV Land. À partir de janvier 2015, MeTV commença à diffuser la série à 23h.

### Émissions spéciales
L’équipe de The Carol Burnett Show s’est réunie à quatre reprises afin de participer à des émissions spéciales pour CBS : 
- The Carol Burnett Show : A Reunion (“La Réunion”) : 10 janvier 1993, compilation d’extraits réalisés entre 1967 et 1978 et considérés comme certains des meilleurs moments de l’émission, les acteurs se remémorant cette partie de leurs vies. Totalisa 27,1 millions de téléspectateurs.
- The Carol Burnett Show : Show Stoppers (“L’Ovation”) : 26 novembre 2001, compilation de bêtisiers et scènes coupées de la série. Sa première partie totalisa 29,8 millions de téléspectateurs, 11,5 millions lors de la deuxième en avril 2002 et enfin 6,2 millions en septembre de la même année pour l’épisode final.
- The Carol Burnett Show : Let’s Bump Up the Lights ! (“Allumons les lumières !) : 12 mai 2004, compilation d’exercices d’échauffement du public (la plupart desquels ont partiellement fini dans les épisodes originaux) où Burnett faisait éclairer la salle et répondait de manière comique (et parfois sérieuse) à des questions criées par le public. Totalisa 13,6 millions de téléspectateurs.
- The Carol Burnett Show : 50th Anniversary Special (“Émission spéciale pour le 50e anniversaire”) : 3 décembre 2017, compilation d’extraits comiques et musicaux de l’émission. Des invités, en direct ou en pré-enregistré, se remémore l’émission avec Burnett. Totalisa 15,2 millions de téléspectateurs.

## Listes des invités apparus par saison
Note : seules les premières apparitions des invités sont listées

### Saison 1 (1967-1968)
- Don Adams (27/11/67)
- Eddie Albert (25/09/67)
- Lucille Ball (02/10/67)
- Ken Berry (15/01/68)
- Sid Caesar (18/09/67)
- Art Carney (19/02/68)
- Diahann Carroll (23/10/67)
- George Chakiris (22/01/68)
- Richard Chamberlain (13/11/67)
- Imogene Coca (09/10/67)
- Tim Conway (02/10/67)
- John Davidson (11/12/67)
- Phyllis Diller (16/10/67)
- Mike Douglas (01/01/68)
- Barbara Eden (04/12/67)
- Nanette Fabray (06/11/67)
- Ella Fitzgerald (25/12/67)
- John Gary (en) (26/02/68)
- Bobbie Gentry (16/10/67)
- Frank Gorshin (08/01/68)
- Betty Grable (12/02/68)
- Jack Jones (18/03/68)
- Shirley Jones (22/01/68)
- Lainie Kazan (09/10/67)
- Richard Kiley (23/10/67)
- Durward Kirby (en) (26/02/68)
- Peter Lawford (15/04/68)
- Gloria Loring (en) (02/10/67)
- Trini Lopez (15/01/68)
- Barbara McNair (06/0568)
- Liza Minnelli (18/09/67)
- Gary Moore (26/02/68)
- Jim Nabors (11/09/67)
- Leonard Nimoy (04/12/67)
- Jack Palance (05/02/68)
- Minnie Pearl (15/04/68)
- Juliet Prowse (20/11/67)
- Martha Raye (20/11/67)
- Lynn Redgrave (01/01/68)
- Mickey Rooney (11/12/67)
- Soupy Sales (en) (25/03/68)
- Les Smothers Brothers (23/10/67)
- Sonny and Cher (06/11/67)
- Mel Tormé (04/03/68)
- Lana Turner (08/01/68)
- Gwen Verdon (16/10/67)
- Shani Wallis (29/04/68)
- Lesley Ann Warren (27/11/67)
- Dionne Warwick (29/01/68)
- Jonathan Winters (25/09/67)

### Saison 2 (1968-1969)
- Edie Adams (21/10/68)
- Barbara Bain (30/09/68)
- Bobbie Gentry (14/10/68)
- George Gobel (14/10/68)
- Sergio Bustamante (28/04/69)
- Vikki Carr (en) (31/03/69)
- Carol Channing (30/09/68)
- Barrie Chase (en) (24/03/69)
- Perry Como (20/01/69)
- Vic Damone (09/12/68)
- Mike Douglas (17/03/69)
- Vince Edwards (03/02/69)
- Eileen Farrell (16/12/68)
- George Gobel (14/10/68)
- Robert Goulet (07/04/69)
- Emmaline Henry (30/12/68)
- Bob Hope (16/12/68)
- Marilyn Horne (16/12/68)
- Larry Hovis (24/03/69)
- Martin Landau (30/09/68)
- Michele Lee (02/12/68)
- Ross Martin (10/03/69)
- Ethel Merman (03/03/69)
- Don Rickles (11/11/68)
- Chita Rivera (03/02/69)
- Jimmie Rodgers (09/06/69)
- Mickey Rooney (30/12/68)
- Isabel Sanford (9-23-68)
- Ronnie Schell (3-31-69)
- Mel Tormé (11-11-68)
- Flip Wilson (12-02-68)
- Nancy Wilson (11-04-68)
- Roland Winters (12-30-68)

### Saison 3 (1969-1970)
- Pat Boone (11-03-69)
- George Carlin (11-24-69)
- Pat Carroll (2-23-70)
- Jane Connell (3-02-70)
- Bing Crosby (11-10-69)
- Barbara Feldon (2-02-70)
- Merv Griffin (11-17-69)
- Andy Griffith (11-17-69)
- Jack Jones (2-23-70)
- Steve Lawrence (10-06-69)
- Peggy Lee (3-30-70)
- Audrey Meadows (1-05-70)
- Kay Medford (10-20-69)
- Scoey Mitchell (10-13-69)
- Donald O'Connor (12-29-69)
- Bernadette Peters (9-29-69)
- Ronald Reagan (1-26-70)
- Joan Rivers (2-02-70)
- Rowan & Martin
- Kaye Stevens (en) (1-05-70)
- Edward Villella (en) (10-06-69)

### Saison 4 (1970-1971)
- Jim Bailey (2-01-71)
- Dyan Cannon (11-23-70)
- Cass Elliot (9-21-70)
- Totie Fields (2-15-71)
- David Frost (3-22-71)
- Eydie Gormé (10-05-70)
- Rita Hayworth (2-01-71)
- Jerry Lewis (1-11-71)
- Michele Lee (1-18-71)
- Mel Torme (1-18-71)
- Rich Little (12-28-70)
- Paul Lynde (11-23-70)
- Ricardo Montalban (11-02-70)
- Bob Newhart (2-22-71)
- Pat Paulsen (9-21-70)
- Debbie Reynolds (11-30-70)
- Leslie Uggams (1-11-71)
- Violette Verdy (1-25-71)

### Saison 5 (1971-1972)
- Kaye Ballard (16/02/72)
- Karen Black (22/03/72)
- The Carpenters (22/09/71)
- Ray Charles (26/01/72)
- Cass Elliot (13/10/71)
- Dom DeLuise (20/10/71)
- Diahann Carroll (27/10/71)
- Shecky Greene (24/11/71)
- Jack Klugman (08/03/72)
- Vincent Price (09/02/72)
- Tony Randall (08/03/72)
- Burt Reynolds (23/02/72)

### Saison 6 (1972-1973)
- Pearl Bailey (10-25-72)
- Ruth Buzzi (1-20-73)
- John Byner (2-10-73)
- Jack Cassidy (1-06-73)
- Petula Clark (2-10-73)
- William Conrad (3-17-73)
- Marty Feldman (9-20-72)
- Jack Gilford (10-11-72)
- Joel Grey (10-18-72)
- Valerie Harper (2-17-73)
- Paula Kelly (3-10-73)
- Melba Moore (11-29-72)
- Anthony Newley (12-16-72)
- Helen Reddy (9-27-72)
- Carl Reiner (11-29-72)
- Paul Sand (10-04-72)
- Stiller and Meara (11-01-72)
- Lily Tomlin (11-08-72)

### Saison 7 (1973-1974)
- Lucette Aldous (08/12/73)
- Charo (22/09/73)
- Richard Crenna (15/12/73)
- The Jackson 5 (16/03/74)
- Roddy McDowall (16/03/74)
- Gloria Swanson (29/09/73)
- Jack Weston (20/10/73)

### Saison 8 (1974-1975)
- Alan Alda (12-21-74)
- James Coco (9-28-74)
- Buddy Ebsen (3-08-75)
- Rock Hudson (2-15-75)
- Janet Jackson (1-25-75)
- Alan King (11-02-74)
- Kenneth Mars (11-09-74)
- The Pointer Sisters (9-28-74)
- Wayne Rogers (3-08-75)
- Telly Savalas (10-12-74)
- Phil Silvers (3-29-75)
- Maggie Smith (11-23-74)
- Jean Stapleton (3-29-75)
- Sally Struthers (3-22-75)
- Nancy Walker (2-15-75)
- Lena Zavaroni (11-02-74)

### Saison 9 (1975-1976)
- Sammy Davis Jr. (20/09/75)
- Emmett Kelly (24/01/76)
- Shirley MacLaine (04/10/75)
- Rita Moreno (03/01/76)
- Dick Van Dyke (21/02/76)
- Jessica Walter (13/12/75)
- Betty White (22/11/75)
- Joanne Woodward (14/02/76)

### Saison 10 (1976-1977)
- Glen Campbell (15/01/77)
- Madeline Kahn (16/10/76)
- Hal Linden (05/03/77)
- Neil Sedaka (19/03/77)
- Dinah Shore (13/11/76)
- Ben Vereen (26/02/77)

### Saison 11 (1977-1978)
- Captain and Tennille (28/01/78)
- Natalie Cole (04/02/78)
- Nancy Dussault (15/10/77)
- Steve Martin (04/03/78)
- James Stewart (29/03/78)

## Héritage
En considérant son ensemble de travaux, et en grande partie grâce à cette émission télévisée, Burnett a reçu les honneurs du Centre Kennedy en 2003, et le prix Mark Twain de l’humour américain en 2003. 
En 2009, TV Guide classa Went with the wind cinquante-troisième sur cent.
Le 13 Septembre 2016, Burnett a publié ses mémoires intitulés In Such Good Company Eleven Years of Laughter, Mayhem. L’ouvrage est plein d'anecdotes à propos sur la série de variétés de 1967 à 1978, raconte comment Burnett a créé l'émission, comment elle a choisi ses co-stars, la co-star qu'elle a un jour licenciée (et rapidement embauchée) et tous les personnages mémorables de la série. Le format audio du livre, qu'elle a narré, a remporté le Grammy Award du meilleur album. 

## L’émission à la maison
Au début des années 2000, certains épisodes furent intégralement gravés sur DVD et VHS par la “Colombia House” basée sur un principe d’abonnement (maintenant arrêté). Guthy-Renker publia une autre collection de DVD The Carol Burnett Show Collector's Edition.
En Août 2012, le magazine Time Life publia The Carol Burnett Show - The Ultimate Collection sur DVD. Ce coffret de 22 disques comporte 50 épisodes de la série, sélectionnés par Burnett. Le coffret contient également certains bonus incluant des interviews, des podcasts jamais dévoilés et 24 pages de souvenirs du tournage. 
En août 2015, le magazine Time Life publia The Carol Burnett Show - The Lost Episode sur DVD. Ce coffret de 22 disques comporte 45 épisodes des premières cinq années de la série (1967-1972) sélectionnés par Burnett. Le coffret contient également certains bonus incluant des interviews, des podcasts jamais dévoilés et 24 pages de souvenirs du tournage. Auparavant, en raison d'une bataille juridique en cours avec la société de production Bob Banner Associates, les épisodes de ces saisons n'étaient jamais apparus en syndication ni sortis sur n’importe quel type de support.
Le 27 avril 2020, la plateforme de streaming vidéo Shout Factory a annoncé que les 11 saisons du Carol Burnett Show seraient disponibles sur leur chaîne de streaming à partir du 1er juin 2020, avec un marathon de deux jours d'épisodes choisis par Burnett. Le marathon a été disponible sur le site Web de Shout Factory, la chaîne de diffusion en continu, la chaîne Twitch et la chaîne YouTube les 30 et 31 mai 2020. C'était la première fois que la série complète était disponible sur une plateforme de diffusion en continu, bien que les épisodes eux-mêmes aient tous été réduits à 22 minutes, ce qui signifie que 30 minutes ont été supprimées de chaque épisode.